# Grim Reaper
Grim Reaper fue una banda inglesa de heavy metal tradicional de la escena de la Nueva ola del heavy metal británico fundada en 1979 por Nick Bowcott, Paul DeMercado, Kevin Neale, Nick Bowcott y Philip Matthews en Droitwich, Reino Unido.

## Discografía

### Álbumes de estudio
- See You in Hell - (1983)
- Fear no Evil - (1985)
- Rock You to Hell - (1987)
- Walking in the Shadows (2016)
- At the Gates (2019)

### Sencillos
- The Show Must Go On - (1984)
- See You in Hell - (1984)
- Fear No Evil - (1985)
- Rock You To Hell - (1987)
- Lust For Freedom - (1987)

### Recopilatorios
- See You in Hell/Fear No Evil - (1999)
- Best of Grim Reaper - (1999)

### Demos
- Bleed 'Em Dry - (1981)
- For Demostration Only - (1982)
- All Hell let Loose - (1984)
- Nothing Whatsoever To Do With Hell - (2017) (Grabado originalmente entre 1987–1988)

## Músicos

### Últimos miembros
- Steve Grimmett – voz (1982–1988, 2006–2022)
- Ian Nash – guitarra eléctrica (2006–presente)
- Julian Hill – bajo eléctrico (2018–2022)
- Steve Grice – batería (2020–2022)

### Anteriores
- Paul DeMercado – voz (1979–1981)
- Kevin Neale – bajo (1979–1981)
- Nick Bowcott – guitarra (1979–1988)
- Philip Matthews – bajo (1979-1981)
- Adrian Jacques – batería (1981–1982)
- Dave Wanklin – bajo (1981–1987)
- Lee Harris – batería (1982–1984)
- Mark Simon – batería (1984–1988)
- Geoff Curtis – bajo (1987–1988)
- Richie Walker – bajo (2006–2008)
- Pete Newdeck – batería (2006–2010)
- Mark Rumble - batería (2010-2014)
- Chaz Grimaldi – bajo (2008–2016)
- Paul 'NEEDLES' White - batería (2014–2018)